# Берха
Берха (на испански: Berja) е населено място и община в Испания. Намира се в провинция Алмерия, в състава на автономната област Андалусия. Общината влиза в състава на района (комарка) Пониенте Алмериенсе. Заема площ от 218 km². Населението му е 15 325 души (по данни от 2010 г.). Разстоянието до административния център на провинцията е 52 km.

## Демография
| 1998   | 1999   | 2000   | 2001   | 2002   | 2003   | 2004   | 2005   | 2006   | 2007 |
| ------ | ------ | ------ | ------ | ------ | ------ | ------ | ------ | ------ | ---- |
| 13 197 | 13 317 | 13 279 | 13 331 | 13 405 | 13 670 | 13 924 | 14 249 | 14 450 |      |